# Жирар, Франсуа
Франсуа Жирар (фр. François Girard; род. 12 января 1963) — франко-канадский режиссёр и сценарист.

## Биография
Жирар родился в Квебеке и начал свою карьеру в сфере художественного видео в Монреале. В 1990 году он снял свой первый полнометражный фильм «Карго»; он получил международное признание после его «Тридцать два короткометражных фильма о Гленне Гульде» 1993 года, серия виньеток о жизни вундеркинда фортепиано Гленна Гульда. В 1998 году он написал и поставил «Красную скрипку», в которой прослеживается история владения красной скрипкой на протяжении нескольких столетий. Картина получила премию «Оскар» за лучший оригинальный саундтрек, тринадцать премий Genie Awards и девять премий Prix Iris.
Франсуа Жирар также известен в качестве режиссёра музыкальных клипов, оперных и симфонических постановок.
В 2013 году в Метрополитен-опера в Нью-Йорке открылась новая постановка «Парсифаля» Рихарда Вагнера в версии Жирара. Спектакль получил почти всеобщее признание как критиков, так и публики.
Его телевизионные работы включают «Дортуар», «Тайный мир Питера Гэбриэла» и «Звуки карцери», один из шести эпизодов «Йо Йо Ма, вдохновлённый Бахом».

## Фильмография
- Карго (1990)
- Тридцать две истории о Гленне Гульде (1993)
- Сад теней (1993)
- Вспоминая Отелло (1995)
- Красная скрипка (1998)
- Шёлк (2007)
- Голос (2014)
- Хочелага, земля душ (2014)
- Песня имён (2019)
- Летучий голландец (2020)